# Aérodrome de Skyros
Pour les articles homonymes, voir Skyros (homonymie) et SKU (homonymie).
Ne doit pas être confondu avec Aérodrome de Syros.
L'aéroport national de Skyros (en grec moderne : Κρατικός Αερολιμένας Σκύρου, code IATA : SKU • code OACI : LGSY) est un aéroport desservant l'île de Skyros en Grèce. Il est situé à 17 km au nord de la ville de l'île (aussi appelé Skyros), dans une zone appelée Trachi. Il a ouvert en 1984 et, depuis lors, il fonctionne comme un aéroport civil.

## Statistiques
Pour des raisons techniques, il est temporairement impossible d'afficher le graphique qui aurait dû être présenté ici.

Voir la requête brute et les sources sur Wikidata.

## Situation
| \| 50 km1:6 137 000 \| Agrinion Aktion Alexandreia Alexandroúpoli Andravida Áraxos Astypalée Athènes · E. Venizélos Céphalonie La Canée Chios Corfou Héraklion Icarie Ioannina Kalamata Kalymnos Karpathos Kassos Kastellórizo Kastoria Kavala Cythère Kos Kotroni Kozani Larissa Lemnos Leros Milos Mykonos Mytilène Naxos Néa Anchíalos Paros Rhodes Maritsa Samos Santorin Sitía Skiathos Skyros Sparte Syros Tanagra Tatoi Thessalonique Tripoli Tympaki Zante Kastelli |
| 50 km1:6 137 000 |

## Compagnies aériennes et destinations
| Compagnies  | Destinations            |
| ----------- | ----------------------- |
| Olympic Air | Athènes E.-Venizélos    |
| Sky Express | Thessalonique-Makedonía |

Actualisé le 13/05/2023